# 洛仑兹密码机
洛仑兹密码机是第二次世界大战期间德国陆军采用的转子流密码密码机，由柏林的洛仑兹公司开发。1943年，即见到实体机器三年之前，包括威廉·汤玛斯·图特在内的英国密码分析师已借助巨人计算机将其破译，英国密码分析师将其称为“Tunny”。